# Lamprechtshausen
Lamprechtshausen település Ausztriában, Salzburg tartományban a Salzburg-Umgebungban található. Területe 31,77 km², lakosainak száma 3883 fő, népsűrűsége 122 fő/km² (2016. január 1-jén). A település 458 méter tengerszint feletti magasságban helyezkedik el.
A település részei:
| - Asten (159 fő) - Ausserfürth (21) - Bruck (178) - Gresenberg (34) - Hausmoning (334) - Innerfürth (17) - Knotzing (4) - Lamprechtshausen (1793) - Loipferding (19) - Maxdorf (52) - Niederarnsdorf (319) | - Nopping (48 fő, 2015. január 1-jén) - Oberarnsdorf (230) - Reicherting (19) - Riedlkam (200) - Sankt Alban (72) - Schmieden (13) - Schwerting (131) - Stockham (108) - Weidental (63) - Wildmann (9) - Willenberg (45) |

## Fordítás
Ez a szócikk részben vagy egészben  a   Lamprechtshausen című német Wikipédia-szócikk ezen változatának fordításán alapul.  Az eredeti cikk szerkesztőit annak laptörténete sorolja fel. Ez a jelzés csupán a megfogalmazás eredetét és a szerzői jogokat jelzi, nem szolgál a cikkben szereplő információk forrásmegjelöléseként.